# Walter Jack Duncan

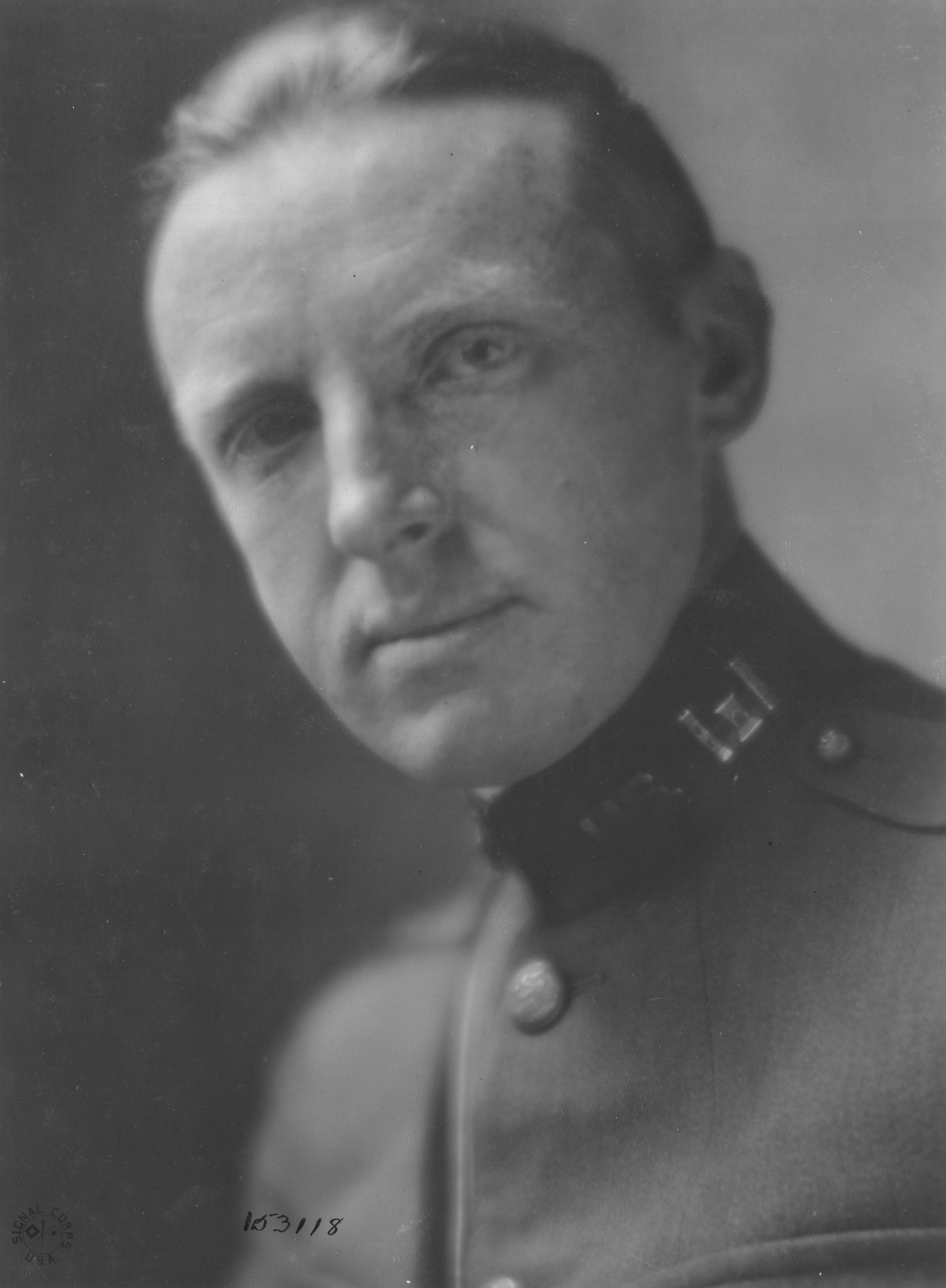
Walter Jack Duncan

Walter Jack Duncan (* 1. Januar 1881 in Indianapolis, Indiana; † 11. April 1941) war Kriegsmaler während des Ersten Weltkrieges für die United States Army.

## Leben
Duncan stammte aus einer prominenten Theaterfamilie. Sein Großvater John Jack Duncan war renommierter Shakespeare-Schauspieler, seine Mutter, Rosalie Jack, war ein Mitglied der Reed-Familie.
Als er die Highschool beendete, zog Duncan und sein Schulfreund, Robert Cortes Holliday, der als Schriftsteller und Künstler einen gewissen Ruhm erlangen wollte, nach New York. Dort begannen sie ein vier Jahre langes Studium an der Art Students League, der besten Kunstschule Amerikas um die Wende zum 20. Jahrhunderts. Sie teilten sie sich die sprichwörtliche Dachkammer während ihres Studiums. Die Jungen wurden Schüler von John H. Twachtman, einem „schroffen kleinen Mann mit mephistophelischer Manier“, wie man sagte, und den seine Künstlerkollegen als den größten der amerikanischen Landschaftskünstler bezeichneten. Duncan blieb von 1899 bis 1902 in der Art Students League. Die Institution hatte damals vierhundert Studenten und die besten Kunstlehrer des Landes. Einige der prominenten Männer, die zu dieser Zeit als Ausbilder dienten, waren Kenyon Cox, William Merritt Chase, Thomas Eakins und Edwin H. Blashfield. Zu seinen Schülern, die Bekanntheit erlangten, gehörten Howard Pyle, George Inness, Rufus Fairchild Zogbaum, Thore de Thulstrup und Charles Dana Gibson. Für eine kurze Zeit studierte Frederic Remington dort auch.
Wie viele angehende Illustratoren war für Duncan die Jahrhundertwende eine eher mäßig gute Zeit um seine Karriere zu beginnen. Nach drei Jahren in der Liga begann Duncan seine lange Karriere als Zeitschriftenillustrator beim Century Magazine im Jahr 1903. Einige seiner anderen Magazine Credits waren Scribner’s Magazine, McClure’s Magazine und Harper’s Magazine. Seine vielfältigen Illustrationsaufträge vor dem Krieg hatten ihm die Möglichkeit gegeben, ins Ausland nach Kanada und England zu reisen. Er verbrachte auch Zeit in den Wäldern von Kentucky und zog die Nachkommen von Daniel Boone in ihrem natürlichen Lebensraum an.
Vor allem in der Federzeichnung hat er sich als Illustrator für Zeitschriften und Bücher etabliert. Ein Kritiker schrieb: „Duncan, mit seiner Beherrschung der Linie und der fruchtbaren Phantasie, visualisiert, als ob sie ein Teil seiner eigenen Erfahrung waren Morleys Stadtplätze und Bahnhöfe, Docks und Landwege, seine wehmütigen Hunde, seine Fischer und alle die Gesellschaft, die seine Seiten durchwühlte.“ Dieses Talent benutzte er, um militärische Zeichnungen als Kriegsmaler zu schaffen.
Duncan wurde für das offizielle Kriegskunstprogramm ausgewählt und trat Anfang des Frühjahrs 1918 als Armeekapitän der American Expeditionary Forces (AEF) in Frankreich bei. Die meisten seiner Arbeiten zeigten Männer in den rückwärtigen Gebieten, die die Armee versorgten. Wie William James Aylwards konzentrierte sich ein großer Teil von Duncans Kriegsanstrengungen auf die Unterstützungsaktivitäten der AEF. Duncan blieb in Europa nach dem Waffenstillstand, zuerst mit Besatzungstruppen in Deutschland, dann in einem Pariser Atelier. Er kehrte im Juni 1919 in die Vereinigten Staaten zurück und arbeitete wieder für Zeitschriften und Illustrationsbücher und unterrichtete auch an der Art Students League.
Während seiner Karriere wurde er mit einer Reihe von Schriftstellern verbunden, die eng mit ihnen zusammenarbeiteten, um ihre Bücher zu illustrieren. Nach dem Krieg illustrierte er eine Reihe von Christopher Morleys Büchern, darunter Plum Pudding und Pipefuls.

## Arbeit als Kriegsmaler
Ein Großteil seiner Arbeit während des Krieges spiegelt den Einfluss seines Studiums unter einem Landschaftskünstler wider. Duncans Lieblingsmedium war Feder und Tinte, und er mochte besonders Illustrationen für Bücher.
Die acht Künstler, darunter Captain Duncan, wurden ausgesandt, um den Krieg aufzuzeichnen und erhielten wenig militärische Ausbildung. Sie gingen mit Staffeleien und Skizzenblocks, Bleistiften und Pastellkreiden nach Übersee. Sie teilten sich Autos, um an die Front zu fahren, wo sie hofften, die Momente zu sehen, in denen gewöhnliche Soldaten zu Helden wurden und wenn sich die Deutschen den Amerikanern ergaben. Ihre Skizzen würden nicht nur Geschichte aufzeichnen, sondern auch Treibstoff für das Propagandafeuer zu Hause liefern, Bilder, die Patriotismus und Unterstützung für den Krieg auslösen würden. Die unerfahrenen amerikanischen Soldaten wurden in Truppentransporter für die Reise von der Ostküste nach Europa gepackt. Nachdem Duncan den Atlantik überquert hatte, wie der Rest der Armee, war er mit den überfüllten Bedingungen auf dem Schiff vertraut. Er hat die Momente der Ankunft der amerikanischen Soldaten in Frankreich in seiner Skizze „Neuankömmlinge, die in Brest schmarken“ festgehalten. In der Zeichnung ist klar, dass das Schiff vollgestopft war. Als sie auf französischen Boden traten, wurden die Soldaten von einem Kader von Offizieren und Sergeanten empfangen, deren Aufgabe es war, sie in überschaubare Einheiten zu sortieren und zu sehen, dass sie zu ihren ersten Quartieren (Billets) in der Alten Welt marschiert wurden.

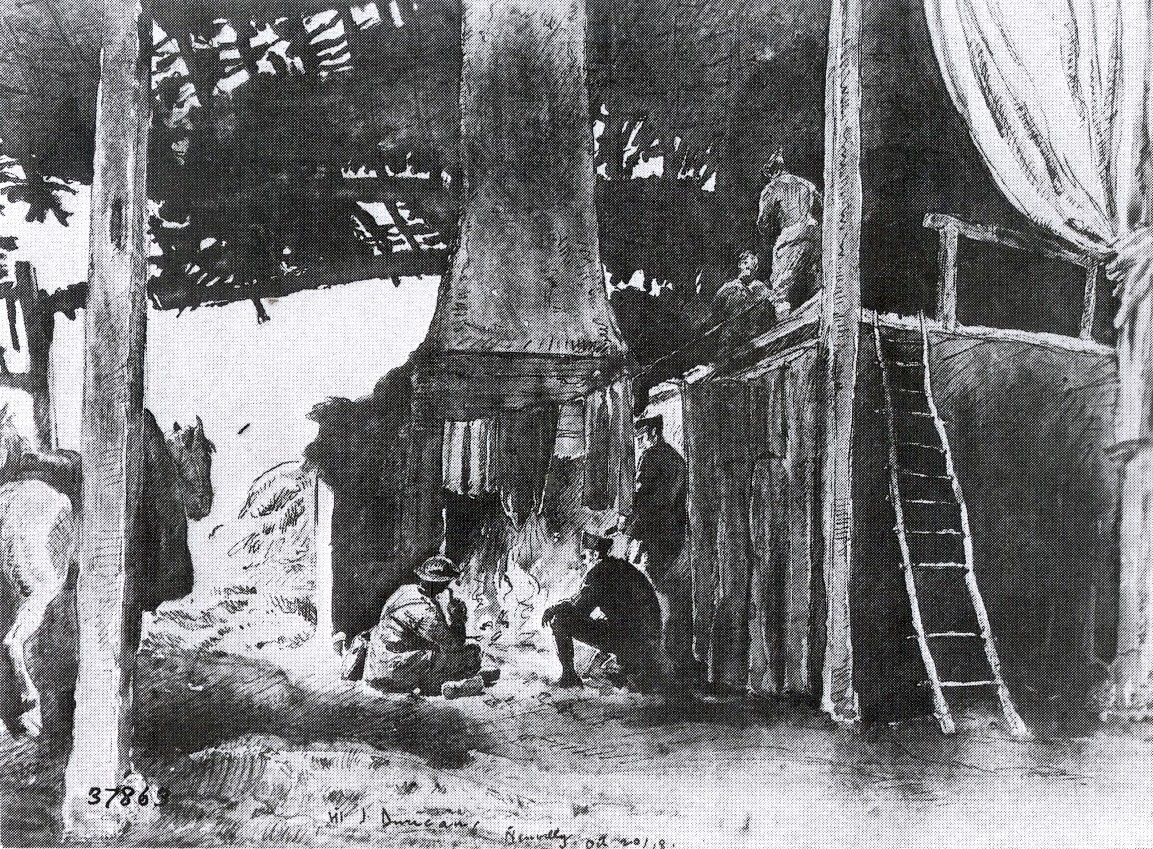
Cold Nights Coming On

Wenn sie nicht in den Schützengräben waren, lagen die Knüppel der Teiglinge oft in Scheunen oder Feldern und manchmal in den zerbombten Überresten von Städten und Bauernhäusern. Als er Sommer zu Ende ging, fand Captain Duncan eine Gruppe Soldaten in den Überresten eines ehemaligen Bauernhauses. Sie hatten Feuerholz gefunden und in der Nähe der Überreste eines Kamins ein Feuer angezündet. Ein Pferd, noch immer gesattelt, steht geduldig auf der linken Seite und wartet auf seine nächste Aufgabe. Duncan hat die Szene in seinen „Cold Nights Coming On“ festgehalten.
Duncan zollte den Beiträgen von Louis Raemaekers Tribut, indem er ihn in seine Skizze einer Schmiede- und Wagenreparaturwerkstatt einbezog. Die meisten Menschen wissen heute nichts von Louis Raemaekers, aber er war eine Berühmtheit im Ersten Weltkrieg. Er war ein politischer Karikaturist in Holland als der Krieg begann und die Deutschen als Barbaren und den Kaiser als mit dem Teufel im Bund stehend darstellte. Für Raemaekers, tot oder lebendig, bot die deutsche Regierung eine Belohnung von 12.000 Gulden an. Der Karikaturist floh 1916 nach England, wo er weiterhin antideutsche Karikaturen zeichnete. Raemaekers Cartoons wurden sogar in Amerika veröffentlicht, um die Nation zur Kriegsführung zu überreden. Captain Duncan fuhr fort, seine Kunst monatlich im Hauptquartier der Armee zu zeichnen und einzureichen. Er, wie die meisten Künstler, blieb nach Kriegsende in Frankreich. Er nutzte die Zeit, um seine Skizzen zu verfeinern und kehrte zu den Orten mehrerer Schlachten zurück, um die Details zu ergänzen, die ihn durch die Bewegungen und den Druck des Krieges daran gehindert hatten, aufzunehmen.

## Werke

### Newly Arrived Soldiers Debarking at Brest
Die neuen Truppen sind in Europa frisch und optimistisch über ihre Rolle im Krieg angekommen. Einige hatten zweifellos Angst, aber die allgemeine Einstellung der Amerikaner war „Can-Do“. Die nächsten achtzehn bis vierundzwanzig Monate sollten ihren Enthusiasmus dämpfen und ihre Unschuld beseitigen. Bis zum Ende des Krieges verloren mehr als 80.000 ihr Leben auf französischem Boden.

### A Quiet Game in Essey
In „Ein ruhiges Spiel in Essey“ skizzierte Duncan kriegsmüde Soldaten, die sich mit Kartenspielen amüsierten. Vorbei ist die Naivität der Teigjungen, überholt von der Realität des Krieges. Die Soldaten blieben entschlossen und sicher der amerikanischen Fähigkeit, den Feind zu besiegen.

### German Prisoners Under Guard on their Way to Work
Gebäude, die noch in Ruinen standen, wurden zu Knüppeltruppen beschlagnahmt. Schließlich, wie Duncan fand, nutzten die Alliierten sie, um deutsche Gefangene unterzubringen. In dieser Skizze, „Deutsche Gefangene unter Bewachung“, scheinen die Gefangenen lässig über ein Dorf voller feindlicher Zivilisten zu gehen. Die amerikanische Wache scheint nicht allzu besorgt zu sein, dass die Gefangenen versuchen könnten zu fliehen. Sogar die Dorfbewohner, die die kleine Parade von Männern durch die Straße beobachten, scheinen nur ein geringes Interesse zu haben.

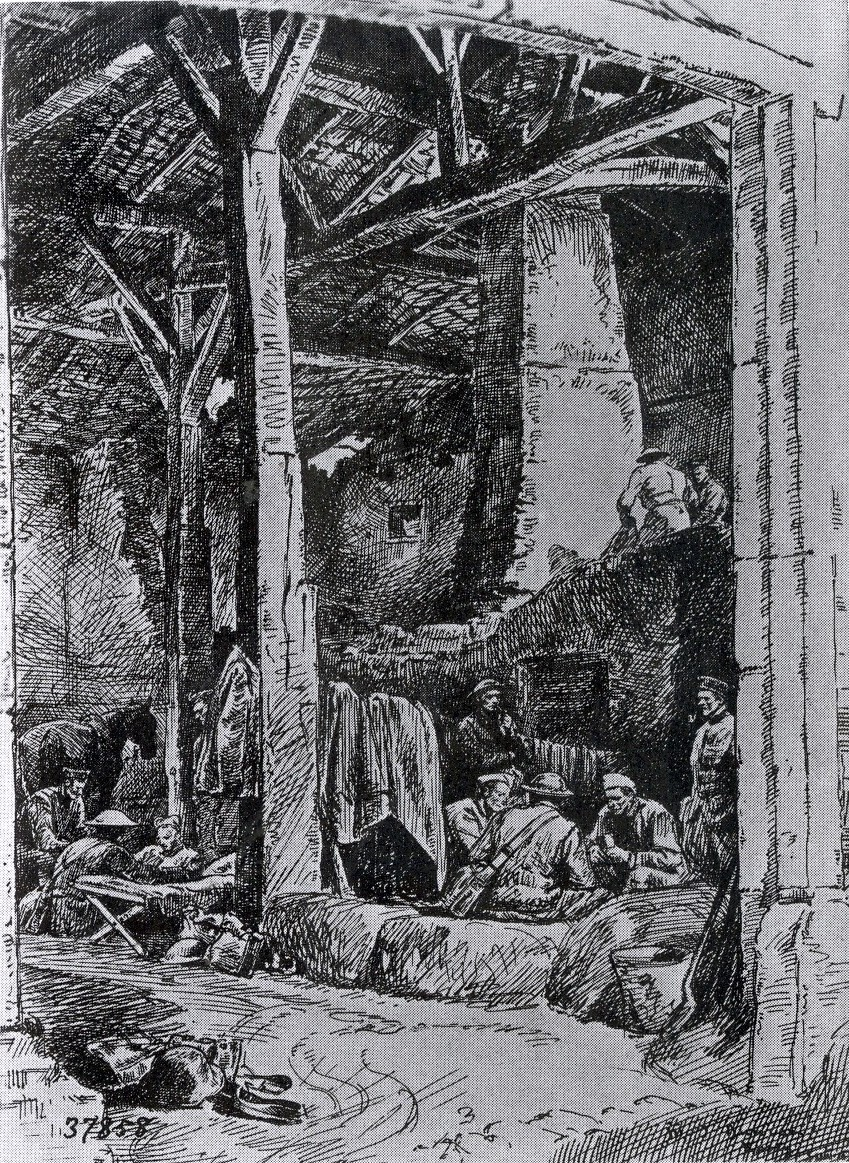
A Quiet Game in Essey
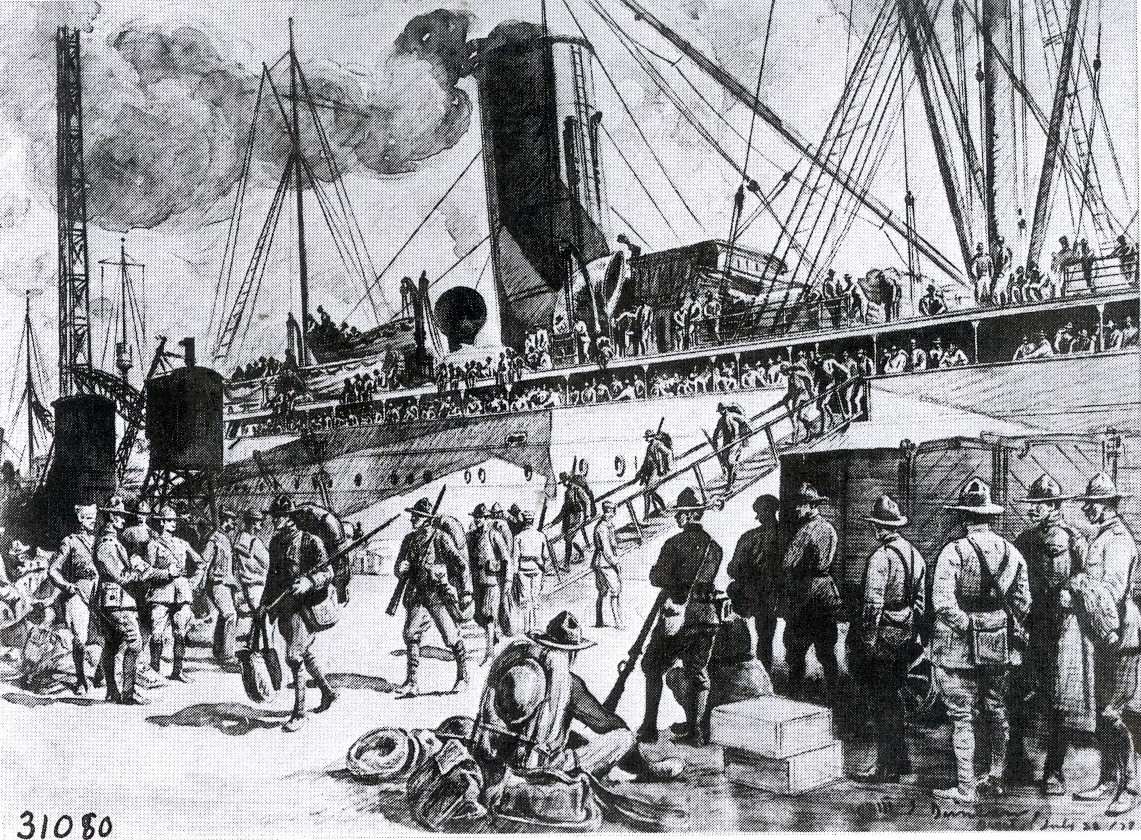
Newly Arrived Soldiers Debarking
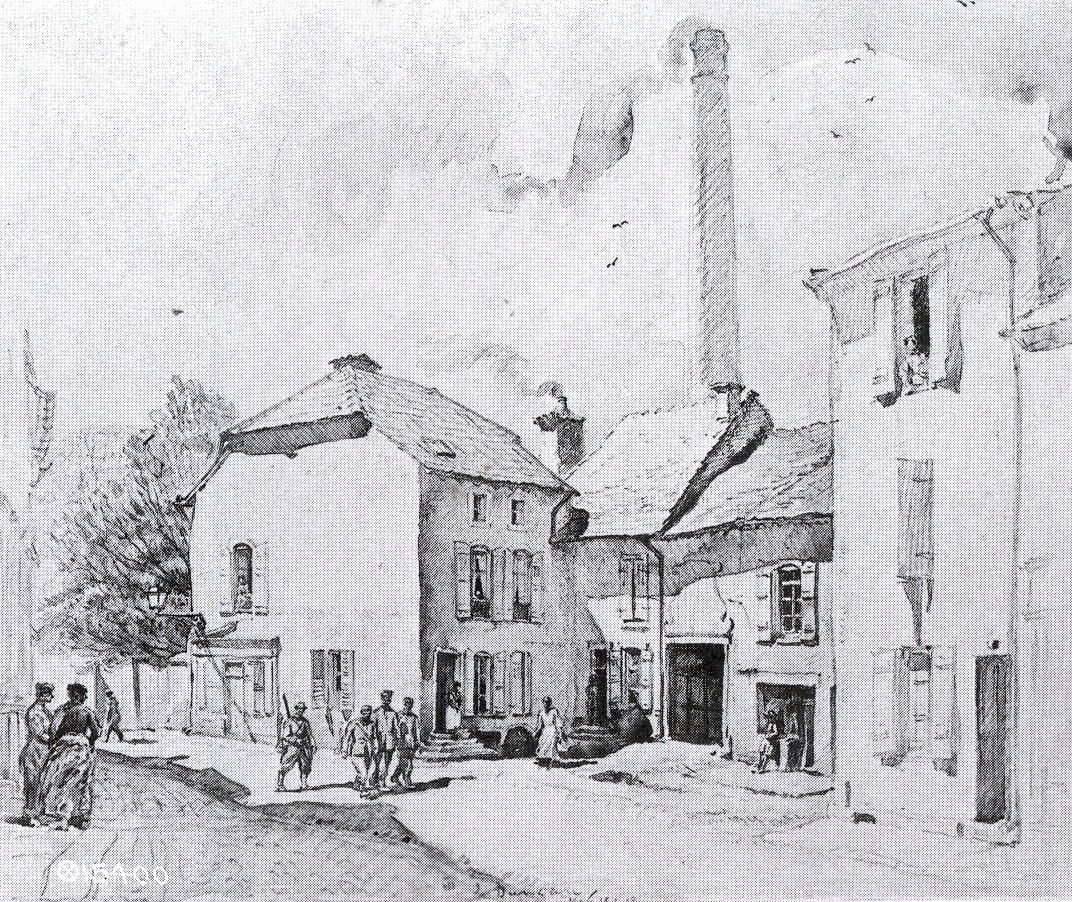
German Prisoners Under Guard on their Way to Work

### Weitere Werke von Walter Jack Duncan
| Jahr           | Werk |
| -------------- | --- |
| Mai 1918       | French auto Trucks and Ambulances Parked in the Place Garriere, Neufchateau, Awaiting a Call from the Front. |
| Mai 1918       | Blacksmith and Wagon Repair Shop on the road to Boucq, Meurthe et Moselle.                                   |
| Juni 1918      | A Battery of French 75’s Shelling the Germans                                                                |
| Juli 1918      | Baldwin Locomotives Unloaded as Shipped                                                                      |
| September 1918 | Barber shop and first aid station of the Red Cross at Essey                                                  |